# Diocesi di Valence

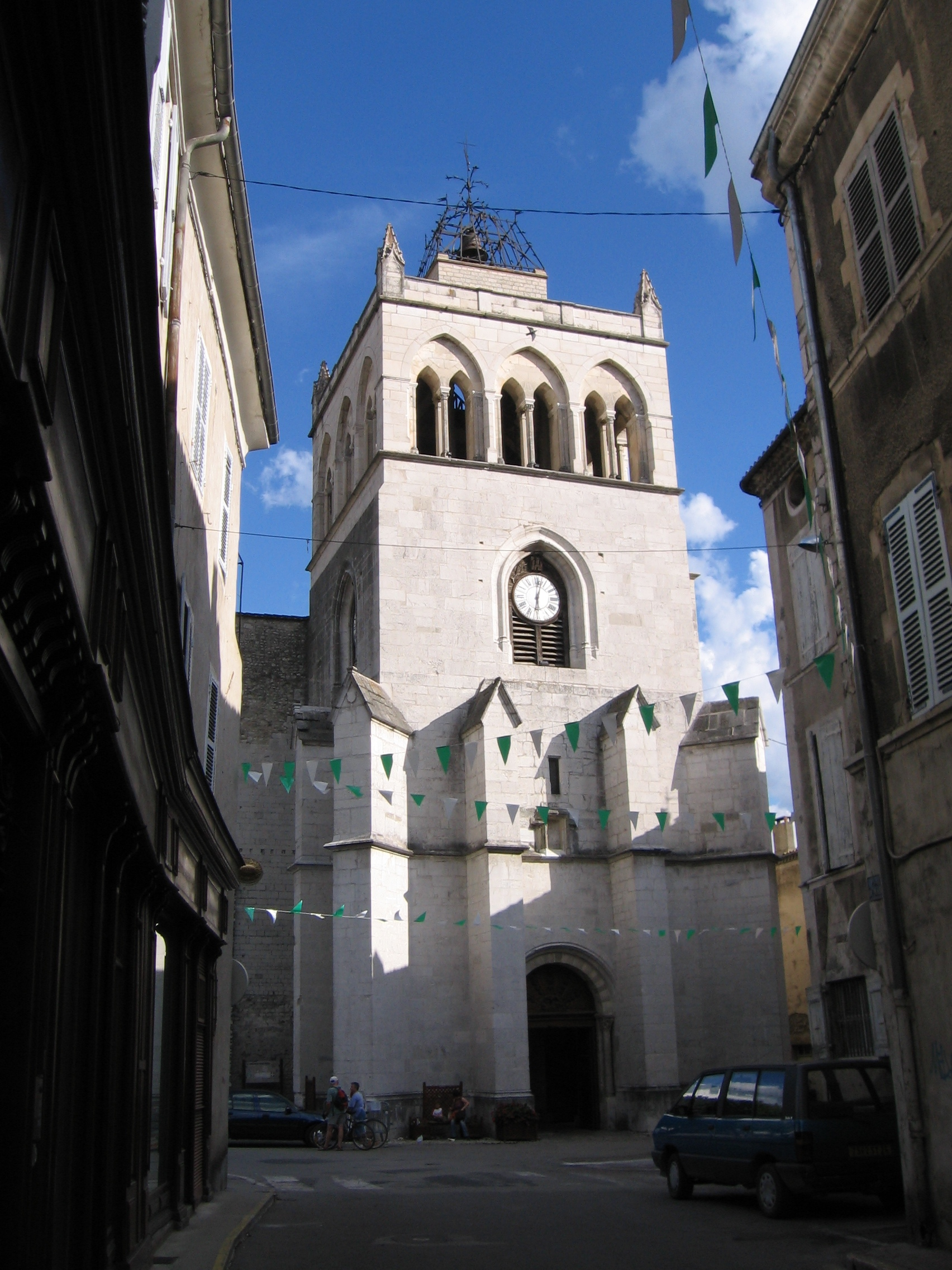
L'ex cattedrale Nostra Signora di Die

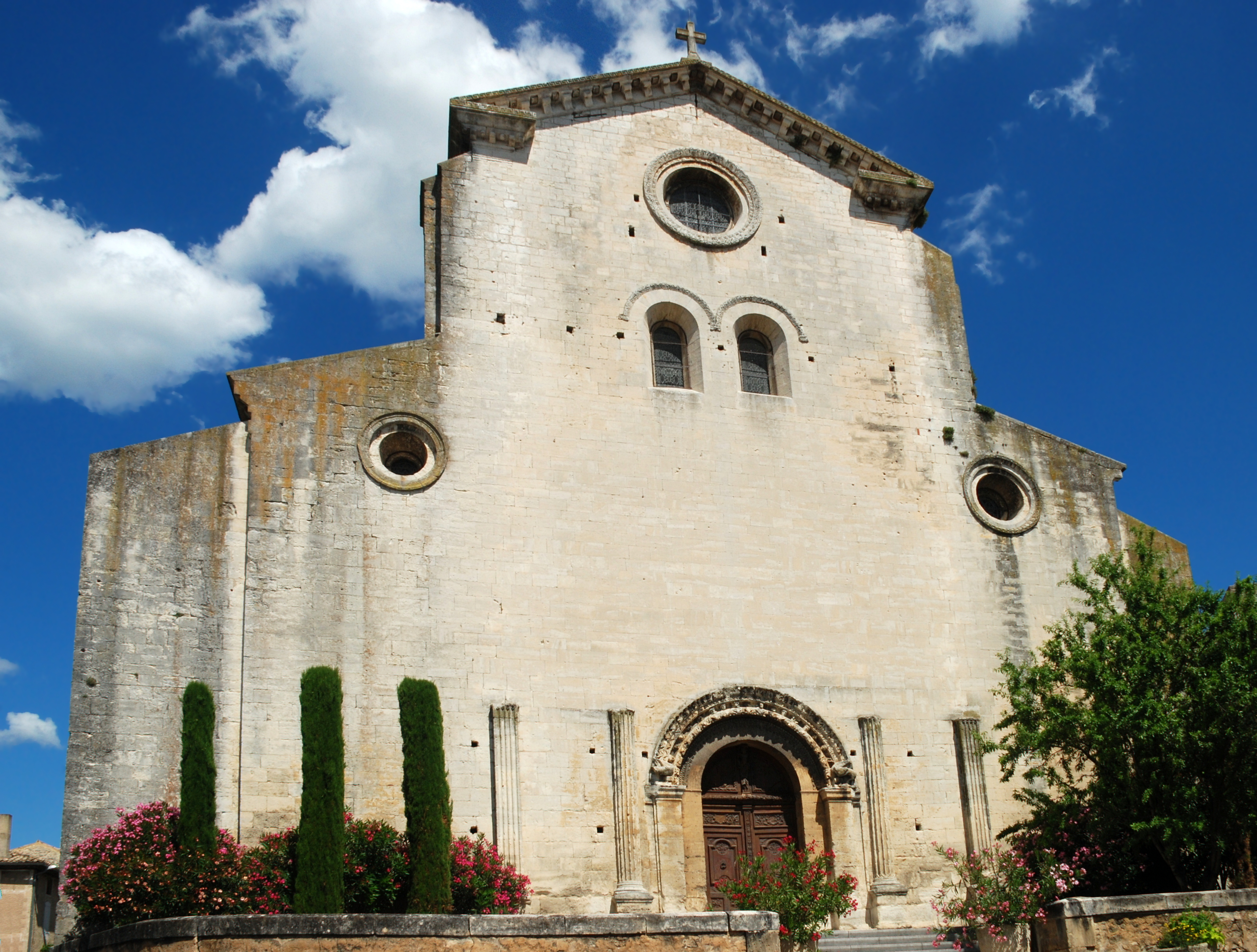
L'ex cattedrale Nostra Signora Assunta di Saint-Paul-Trois-Châteaux

La diocesi di Valence (in latino Dioecesis Valentinensis) è una sede della Chiesa cattolica in Francia suffraganea dell'arcidiocesi di Lione. Nel 2023 contava 298.550 battezzati su 517.709 abitanti. È retta dal vescovo François Durand.
Dal 1911 ai vescovi di Valence è concesso di portare il titolo di "vescovi di Die e di Saint-Paul-Trois-Châteaux" (Diensis et Tricastrinensis).

## Territorio
La diocesi comprende il dipartimento francese della Drôme.
Sede vescovile è la città di Valence, dove si trova la cattedrale di Sant'Apollinare. A Die si trova l'antica cattedrale di Nostra Signora, mentre a Saint-Paul-Trois-Châteaux si trova l'antica cattedrale di Nostra Signora Assunta e San Paolo.
Il territorio è suddiviso in 22 parrocchie.

## Storia
La diocesi di Valence fu eretta nel IV secolo. Originariamente suffraganea dell'arcidiocesi di Lione, nel 450 entrò a far parte della provincia ecclesiastica dell'arcidiocesi di Vienne. Un'antica tradizione, attestata già nella prima metà del VI secolo, attribuisce l'evangelizzazione di Valence a tre missionari inviati da Lione nel II secolo, il sacerdote Felice e i diaconi Achille e Fortunato, tutti e tre martiri.
Il più antico vescovo attestato dalla storia è sant'Emiliano; secondo la biografia di san Marcellino di Embrun, Emiliano, con il vescovo Eusebio di Vercelli, consacrò Marcellino; lo stesso Emiliano è menzionato in un concilio di Valence del 374. Tra i vescovi più importanti dell'antichità si ricorda in particolare sant'Apollinare, fratello di Avito di Vienne, difensore della fede cattolica contro l'arianesimo dominante e uno degli artefici del concilio di Epaon del 517, che riorganizzò la Chiesa nel regno di Borgogna.
Nel medioevo, la diocesi vide fiorire un buon numero di monasteri, dei quali l'unico ancora oggi esistente è quello di Aiguebelle, fondato nel 1137.
Importante fu anche il Concilio di Valence dell'855, in cui furono presi numerosi provvedimenti di disciplina ecclesiastica.
All'epoca del vescovo Gontard (fine XI secolo) fu costruita la cattedrale, che venne consacrata il 5 agosto 1095 da papa Urbano II, che si stava recando a Clermont, dove nel concilio celebrato in quella città, avrebbe indetto la prima crociata. Distrutta dagli Ugonotti nel XVI secolo, sarà ricostruita com'era a partire dal 1604.
Nel 1275 papa Gregorio X decise l'unione aeque principaliter di Valence con la diocesi di Die, che assunse il nome di diocesi di Valence e Die. L'unione fu sciolta nel concistoro segreto del 7 luglio 1692.
La diocesi fu coinvolta nella riforma protestante, che ebbe modo di affermarsi grazie all'editto di Nantes. La controriforma cattolica si sviluppò con l'introduzione nel territorio di nuovi istituti religiosi e con il rinnovamento del clero locale, grazie anche alla fondazione nel 1639 del seminario e all'istituzione delle cosiddette conférences, corrispondenti a sessioni di aggiornamento ante litteram.
In seguito al concordato con la bolla Qui Christi Domini di papa Pio VII del 29 novembre 1801 la diocesi si ampliò, incorporando buona parte dei territori delle soppresse sedi di Vienne, di Saint-Paul-Trois-Châteaux, di Die e di Vaison, e, in misura minore, piccole porzioni delle diocesi di Sisteron, di Gap e di Orange. Contestualmente la diocesi di Valence divenne suffraganea dell'arcidiocesi di Lione.
Il 6 ottobre 1822 cambiò ancora provincia ecclesiastica entrando in quella dell'arcidiocesi di Avignone in forza della bolla Paternae charitatis dello stesso papa Pio VII.
Un decreto della Sacra Congregazione Concistoriale del 12 giugno 1911 autorizzò il vescovo di Valence e i suoi successori ad aggiungere al loro titolo quelli delle sedi soppresse di Die e di Saint-Paul-Trois-Châteaux.
L'8 dicembre 2002 è tornata nuovamente a far parte della provincia ecclesiastica dell'arcidiocesi di Lione.

## Cronotassi dei vescovi

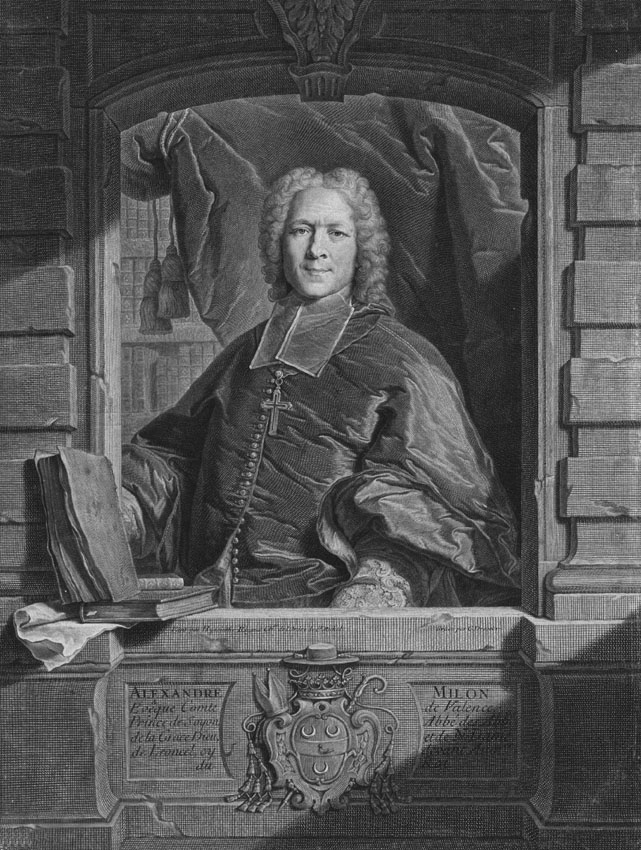
Ritratto di Alexandre Milon, vescovo dal 1726 al 1771, in un'incisione di Claude Drevet

Si omettono i periodi di sede vacante non superiori ai 2 anni o non storicamente accertati.

### Vescovi di Valence
- Sant'Emiliano † (menzionato nel 374)
- San Massimo † (menzionato nel 419)
- Cariato † (menzionato nel 442)
- Sant'Apollinare † (prima del 499 - circa 520 deceduto)[3]
- Gallo † (menzionato nel 549)
- Massimo † (menzionato nel 567)[4]
- Rainoaldo † (prima del 581 - dopo il 585)
- Elephas ? †
- Salvio I ? † (menzionato nel 638 circa)[5]
- Agilulfo o Ailulfo † (menzionato nel 641)
- Ingildo † (menzionato nel 650)
- Bobone †[6]
- Bonito † (menzionato nel 788)
- Salvio II ? †[7]
- Luperoso (o Lupicino) † (menzionato nell'804)
- Valdaldo † (menzionato tra l'801 e l'814)[8]
- Adone † (prima dell'835 - dopo l'840 ?)
- Dunctrano †[9]
- Ratberto † (prima dell'859 - dopo l'879)
- Isacco † (prima dell'886 - dopo l'899)
- Imerico o Aimerico †
- Regemario † (prima del 909 - dopo il 924)
- Odilberto † (prima del 946/947 - dopo il 949/950)
- Aimone † (prima del 960 circa - dopo il 980 circa)
- Guido † (prima del 990 - dopo il 995)
- Lamberto † (prima di dicembre 997 - dopo il 1011)
- Guy † (prima del 1016 - dopo il 1025)
- Ponce † (prima del 1031 - dopo il 1056)
- Gontard † (prima del 1072 - 1082 nominato arcivescovo di Vienne)[10]
- Gontard † (1084 - dopo il 1095) (per la seconda volta)
- Eustache † (prima del 1107 - 1141 espulso)
- San Giovanni † (1141 - 1146)
- Bernard † (dopo il 1146 - dopo il 1154)
- Odon de Crussol (de Chaponay) † (prima del 1156 - dopo il 1185)
- Lantelme † (1186 - giugno 1188 deceduto)
- Foulques de Dionay † (1188 - gennaio circa 1200 deceduto)
- Beato Humbert de Miribel † (1200 - 29 aprile 1220 deceduto)
- Géraud † (1220 - 10 maggio 1225 nominato patriarca di Gerusalemme)
- Guglielmo di Savoia † (9 ottobre 1225 - 4 giugno 1239 nominato vescovo di Liegi)
- Beato Bonifacio di Savoia † (1239 - 17 settembre 1243 nominato arcivescovo di Canterbury)
- Filippo I di Savoia † (1243 - 1267 dimesso)
- Bertrand † (1267 - circa 1272 deceduto)
- Guy de Montlaur † (6 agosto 1272 - 1274 deceduto)[11]

### Vescovi di Valence e Die
- Amédée de Roussillon † (30 settembre 1275 - 17 settembre 1281 deceduto)
- Jean de Genève, O.S.B. † (13 febbraio 1283 - 1297 deceduto)
- Guillaume de Roussillon † (1298 - 1331 deceduto)
- Adhémar (Aymard) d'Anduze de La Voulte † (22 aprile 1331 - 24 gennaio 1337 nominato vescovo di Viviers)
- Henri de Villars † (24 gennaio 1337 - 7 ottobre 1342 nominato arcivescovo di Lione)
- Pierre de Chastellux, O.S.B. † (11 dicembre 1342 - 1350 ? deceduto)
- Jean Joffevry † (2 marzo 1352 - 5 maggio 1354 nominato vescovo di Luçon)
- Louis de Villars † (5 maggio 1354 - 3 settembre 1377 deceduto)
- Guillaume de la Voute † (1º giugno 1379 - 4 novembre 1383 nominato arcivescovo di Albi)
- Amedeo di Saluzzo † (4 novembre 1383 - 15 giugno 1388 dimesso)
- Henri Bayler † (15 giugno 1388 - 27 maggio 1390 nominato vescovo di Alet)
- Jean de Poitiers † (2 settembre 1390 - 26 giugno 1447 nominato arcivescovo di Vienne)
- Louis de Poitiers † (26 luglio 1447 - 26 aprile 1468 deceduto)
- Gérard de Crussol † (13 maggio 1468 - 28 agosto 1472 deceduto)
  - Pietro Riario † (25 settembre 1472 - 3 gennaio 1474 deceduto) (amministratore apostolico)
- Antoine de Balzac † (9 maggio 1474 - 3 novembre 1491 deceduto)
- Jean d'Epinay † (16 novembre 1491 - 3 gennaio 1503 deceduto)
  - Francisco Lloris y de Borja † (gennaio 1503 - 1505 dimesso) (amministratore apostolico)
  - Urbano di Miolans † (27 gennaio 1505 - ? dimesso) (vescovo eletto)[12]
- Gaspard de Tournon † (13 febbraio 1505 - 1520 deceduto)
  - Giovanni di Lorena † (26 aprile 1521 - 1522 dimesso) (amministratore apostolico)
- François Guillaume de Castelnau-Clermont-Ludève † (11 gennaio 1523 - 10 maggio 1531 nominato vescovo di Agde)
- Antoine-Charles de Vesc † (10 maggio 1531 - 1536 dimesso)[13]
- Jacques de Tournon † (8 aprile 1536 - 15 agosto 1553 deceduto)
- Jean de Montluc † (30 marzo 1554 - 11 dicembre 1566 deposto)
  - Sede vacante (1566-1574)
- Charles de Léberon † (17 novembre 1574 - 1598 dimesso)
- Pierre-André de Léberon † (17 agosto 1598 - 15 settembre 1622 deceduto)
- Charles-Jacques de Léberon † (22 maggio 1623 - 5 giugno 1654 deceduto)
- Daniel de Cosnac † (21 aprile 1655 - prima del 12 ottobre 1693 dimesso)[14]

### Vescovi di Valence
- Guillaume Bochart de Champigny † (12 ottobre 1693 - 4 luglio 1705 deceduto)
- Jean de Catelan † (14 dicembre 1705 - 7 gennaio 1725 deceduto)
- Alexandre Milon † (20 febbraio 1726 - 18 novembre 1771 deceduto)
- François-Fiacre de Grave † (30 marzo 1772 - 6 luglio 1788 deceduto)
- Gabriel-Melchior de Messey † (15 settembre 1788 - 17 marzo 1806 deceduto)[15]
- François Bécherel † (15 luglio 1802 - 25 giugno 1815 deceduto)
  - Sede vacante (1815-1819)
- Marie-Joseph-Antoine-Laurent de la Rivoire de La Tourette † (23 agosto 1819 - 3 aprile 1840 deceduto)
- Pierre Chatrousse † (13 luglio 1840 - 16 maggio 1857 deceduto)
- Jean-Paul-François-Marie-Félix Lyonnet † (6 agosto 1857 - 27 marzo 1865 nominato arcivescovo di Albi)
- Nicolas-Edouard-François Gueullette † (27 marzo 1865 - 7 gennaio 1875 dimesso)
- Charles-Pierre-François Cotton † (15 marzo 1875 - 25 settembre 1905 deceduto)
- Jean-Victor-Emile Chesnelong † (21 febbraio 1906 - 12 gennaio 1912 nominato arcivescovo di Sens)
- Emmanuel-Marie-Joseph-Anthelme Martin de Gibergues † (7 febbraio 1912 - 28 dicembre 1919 deceduto)
- Désiré-Marie-Joseph-Antelne-Martin Paget † (22 aprile 1920 - 11 gennaio 1932 deceduto)
- Camille Pic † (16 agosto 1932 - 25 novembre 1951 deceduto)
- Joseph-Martin Urtasun † (10 agosto 1952 - 17 settembre 1955 nominato arcivescovo coadiutore di Avignone)
- Charles-Marie-Paul Vignancour † (18 dicembre 1957 - 6 marzo 1966 nominato arcivescovo coadiutore di Bourges)
- Jean-Barthélemy-Marie de Cambourg † (6 marzo 1966 - 1º dicembre 1977 dimesso)
- Didier-Léon Marchand † (8 settembre 1978 - 11 dicembre 2001 ritirato)
- Jean-Christophe André Robert Lagleize (11 dicembre 2001 - 27 settembre 2013 nominato vescovo di Metz)
- Pierre-Yves Michel (4 aprile 2014 - 6 aprile 2023 nominato vescovo di Nancy)
- François Durand, dal 5 gennaio 2024

## Statistiche
La diocesi nel 2023 su una popolazione di 517.709 persone contava 298.550 battezzati, corrispondenti al 57,7% del totale.
| anno | popolazione | popolazione | popolazione | presbiteri | presbiteri | presbiteri | presbiteri                | diaconi | religiosi | religiosi | parrocchie |
| anno | battezzati  | totale      | %           | numero     | secolari   | regolari   | battezzati per presbitero | diaconi | uomini    | donne     | parrocchie |
| ---- | ----------- | ----------- | ----------- | ---------- | ---------- | ---------- | ------------------------- | ------- | --------- | --------- | ---------- |
| 1950 | 250.842     | 268.233     | 93,5        | 499        | 409        | 90         | 502                       |         | 175       | 877       | 246        |
| 1970 | 300.000     | 341.945     | 87,7        | 408        | 318        | 90         | 735                       |         | 139       | 810       | 250        |
| 1980 | 315.000     | 367.000     | 85,8        | 342        | 258        | 84         | 921                       |         | 162       | 585       | 250        |
| 1990 | 326.000     | 402.800     | 80,9        | 268        | 188        | 80         | 1.216                     | 4       | 160       | 465       | 244        |
| 1999 | 250.000     | 414.072     | 60,4        | 193        | 143        | 50         | 1.295                     | 17      | 72        | 180       | 173        |
| 2000 | 381.000     | 436.500     | 87,3        | 161        | 138        | 23         | 2.366                     | 19      | 63        | 207       | 135        |
| 2001 | 350.000     | 436.500     | 80,2        | 178        | 133        | 45         | 1.966                     | 22      | 85        | 207       | 126        |
| 2002 | 340.000     | 436.500     | 77,9        | 146        | 122        | 24         | 2.328                     | 24      | 100       | 214       | 23         |
| 2003 | 340.000     | 436.500     | 77,9        | 136        | 112        | 24         | 2.500                     | 24      | 100       | 214       | 23         |
| 2004 | 340.000     | 436.500     | 77,9        | 127        | 103        | 24         | 2.677                     | 24      | 122       | 243       | 23         |
| 2010 | 283.081     | 486.019     | 58,2        | 185        | 93         | 92         | 1.530                     | 35      | 163       | 206       | 22         |
| 2014 | 289.500     | 502.877     | 57,6        | 168        | 85         | 83         | 1.723                     | 34      | 145       | 164       | 22         |
| 2017 | 293.763     | 509.419     | 57,7        | 156        | 79         | 77         | 1.883                     | 37      | 140       | 146       | 22         |
| 2020 | 298.330     | 517.414     | 57,7        | 156        | 87         | 69         | 1.912                     | 37      | 131       | 138       | 22         |
| 2022 | 298.000     | 516.762     | 57,7        | 127        | 68         | 59         | 2.346                     | 37      | 125       | 119       | 22         |
| 2023 | 298.550     | 517.709     | 57,7        | 111        | 59         | 52         | 2.689                     | 39      | 113       | 105       | 22         |